# Rudy Ventura
Rudy Ventura, eigenlijk Jaume Ventura i Serra (Canet de Mar, 10 september 1926 – Barcelona, 2 april 2009), was een Catalaans trompettist.
Vanaf het einde van de jaren vijftig was Ventura met zijn groep Rudy Ventura y su Conjunto jarenlang een gevestigde naam in het Barcelonese muziekleven. Hij was ook zanger van zijn orkest en een pionier van de Catalaanse volksmuziek. Een van zijn meest memorabele optredens was de uitvoering van "Els Segadors", het volkslied van Catalonië, op het grasveld van Camp Nou, het grootste voetbalstadion van Barcelona.
Ventura overleed in april 2009 aan longkanker.

## Discografie
- 1966 - Rudy Ventura y Orquesta Vergara
- 1968 - Mundial Hits
- 1979 - Les Rambles
- 1980 - Havaneres “catxondes”
- 1980 - El ball de l'Estatut
- 2002 - Sus primeros EP en Columbia Vol. 1 (1960-1961)
- 2002 - Sus primeros EP en Columbia Vol. 2 (1961-1962)
- Trompeta de Europa
- Nit de revetlla/Noche de verbena

- Biblioteca Nacional de España: XX861750
- International Standard Name Identifier: 0000 0000 6009 8805
- MusicBrainz: 9f50f46c-2a83-438c-975e-63c3637e97c8
- Virtual International Authority File: 87706436
- WorldCat: E39PBJcgwxGWjPmKfKFfvYHt8C